# Dorohusk-Osada
Dorohusk-Osada – wieś w Polsce położona w województwie lubelskim, w powiecie chełmskim, w gminie Dorohusk. Przez miejscowość przebiega droga wojewódzka nr 816.
Wieś powstała w XIX wieku w Słowniku nie wymieniona w składzie dóbr Dorohusk. W latach 1975–1998 miejscowość administracyjnie należała do województwa chełmskiego. 
W Dorohusku-Osadzie znajduje się Urząd Gminy Dorohusk, choć siedzibą władz de jure jest Dorohusk. Wieś wchodzi w skład sołectwa Berdyszcze, Dorohusk-Osada. Według Narodowego Spisu Powszechnego z roku 2011 wieś liczyła 929 mieszkańców i była drugą co do liczby ludności miejscowością gminy.
Wierni Kościoła rzymskokatolickiego należą do parafii św. Jana Nepomucena w Dorohusku.

## Charakterystyka
We wsi znajduje się stacja kolejowa i kolejowe przejście graniczne między Polską a Ukrainą. Przy drodze od stacji w stronę Berdyszcza stoi dawna strażnica Wojsk Ochrony Pogranicza, obecnie dom mieszkalny. W centrum wsi szkoła, stadion Klubu Sportowego "Granica" i niewielki park z pomnikiem-działem upamiętniającym wyzwolenie Dorohuska w 1944 r.

## Zabytki architektury

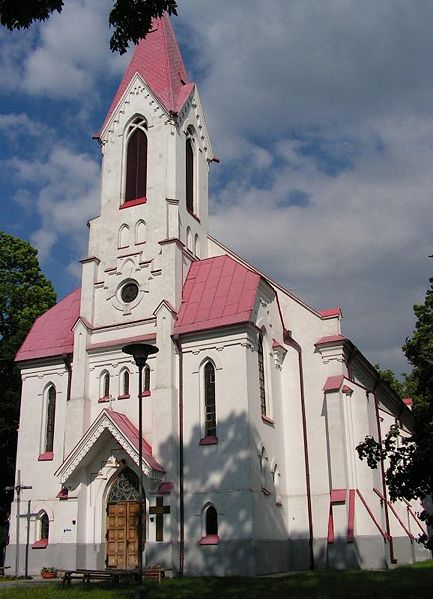
Kościół parafialny

- Pałac barokowy z XVIII w., wzniesiony przez dziedzica Dorohuska Michała Maurycego Suchodolskiego na wysokiej skarpie nadbużańskiej. Obiekt murowany, parterowy z piętrową częścią środkową i parterowymi alkierzami. Wnętrze dwutraktowe z obszerną sienią i ośmiobocznym salonem. Dach łamany polski. Pierwotnie przed pałacem (po bokach) znajdowały się dwie oficyny i prowadziła do niego brama. Oficyny łączyły z pałacem przejścia arkadowe. Obecnie obiekt jest wyremontowany, część pomieszczeń zajmuje biblioteka oraz ośrodek kultury i sportu. Przy pałacu pozostałości XVIII wiecznego parku z klasycystycznymi nagrobkami kamiennymi rodziny Suchodolskich. W 1934 władze gminy Turka kupiły pałac na szkołę. Jego wschodnia część oraz dwie oficyny zniszczone przez pożar w 1920 zostały w 1936 rozebrane do fundamentów. W 2018 roku wymieniono dach i pomalowano elewacje. W pobliżu widoczne są pozostałości trzech bastionów ziemnych[10].
- Kościół pw. Matki Boskiej i św. Jana Nepomucena – wzniesiony w 1821 z fundacji Jana Suchodolskiego, dziedzica Dorohuska, neogotycki, murowany, z częściowo zachowanym wcześniejszym barokowym wyposażeniem. Jest kościołem parafialnym w parafii św. Jana Nepomucena.